# Simon Spender
Simon Spender (né le 15 novembre 1985 à Mold dans le Flintshire) est un footballeur gallois évoluant au poste de défenseur dans le club gallois des New Saints.

## Biographie
Après une formation à Wrexham dès 2002, Simon Spender est incorporé à l'équipe première où il joue plus de 120 matchs officiels. Mais il subit une grave blessure qui l'oblige à suspendre sa carrière. Il est alors prêté, puis transféré, au club anglais de Barrow où il retrouve le rythme du jeu.  Il prend part à la finale 2010 du FA Trophy que Barrow remporte au détriment de Stevenage (2-1). 
Durant l'été 2011, il est transféré au club gallois des New Saints avec lequel il décroche le titre de champion du pays de Galles dès sa première saison.

## Palmarès

### En club
Barrow
- FA Trophy
  - Vainqueur : 2010.

The New Saints
- Championnat du pays de Galles
  - Vainqueur : 2012, 2013,  2014, 2015, 2016, 2017, 2018.
- Coupe du pays de Galles
  - Vainqueur : 2012

## Statistiques
Les statistiques ci-dessous ne comprennent pas la période 2004-2009 durant laquelle Spender joue à Wrexham.

| Saison                | Club                  | Championnat              | Championnat | Championnat | Coupe(s) nationale(s) | Coupe(s) nationale(s) | Compétition(s) continentale(s) | Compétition(s) continentale(s) | Compétition(s) continentale(s) | Total | Total |
| Saison                | Club                  | Division                 | M.          | B.          | M.                    | B.                    | Comp.                          | M.                             | B.                             | M.    | B.    |
| 2008 - 2009           | Barrow                | Blue Square Premier (D5) | 12          | 0           | -                     | -                     | -                              | -                              | -                              | 12    | 0     |
| 2009 - 2010           | Barrow                | Blue Square Premier (D5) | 41          | 0           | 4                     | 0                     | -                              | -                              | -                              | 45    | 0     |
| 2010 - 2011           | Barrow                | Football Conference (D5) | 46          | 1           | -                     | -                     | -                              | -                              | -                              | 46    | 1     |
| Sous-total            | Sous-total            | Sous-total               | 99          | 1           | 4                     | 0                     | -                              | -                              | -                              | 103   | 1     |
| 2011 - 2012           | The New Saints        | Welsh Premier League     | 31          | 1           | 6                     | 1                     | C3                             | 3                              | 0                              | 40    | 2     |
| Sous-total            | Sous-total            | Sous-total               | 31          | 1           | 6                     | 1                     | -                              | 3                              | 0                              | 40    | 2     |
| Total sur la carrière | Total sur la carrière | Total sur la carrière    | 130         | 2           | 10                    | 1                     | -                              | 3                              | 0                              | 143   | 3     |